# Russermonumentet
Russermonumentet, eller Frigjøringsmonumentet, är ett krigsmonument i Haganes i Kirkenes centrum.
Russermonumentet skapades av Stinius Fredriksen och invigdes den 8 juni 1952 som ett nationellt norskt monument över Röda arméns insats i Finnmark under andra världskrigets slutskede. Det finansierades av den norska staten.
Röda armén befriade Kirkenes i oktober 1944 och var kvar i staden till slutet av september 1945. Under våren 1945 hade Sovjetunionen begärt att ett minnesmärke skulle skapas. Norges regeringen anslog i juni samma år medel och beställde snart därefter ett monument av Stinius Fredriksen, som föreställde en ung rysk soldat som stod på en besegrad tysk örn. Motivet ansågs så småningom som kontroversiellt i ljuset av utvecklingen av det kalla kriget, och under ett sammanträde på regeringsnivå sommaren 1951 beslöts att skulpturen måste modifieras. Detta ledde till att under Stinius Fredriksens ovilliga medverkan örnens huvud och vingar togs bort från den färdiggjutna skulpturen, som stod inom A/S Sydvarangers område i Kirkenes, och örnens kropp slipades ned så att den såg ut som en berghäll. 
Sockeln är ritad av arkitekten Gudolf Blakstad och är 3,5 meter x 1,3 meter och murad av stenblock. Soldaten är gjuten i brons och omkring två meter hög. Monumentet har text på både norska och ryska: "Til Sovjetsamveldets tapre soldater. Til minne om frigjøringen av Kirkenes 1944".